# 位宁辉
位宁辉（1993年9月15日—），中国踢拳运动员，12岁开始在武校练武，15岁入选国家泰拳队，此后前往泰国训练。